# توني باين
توني باين (بالإنجليزية: Tony Payne)‏ هو لاعب دارت أمريكي، ولد في 10 أبريل 1955 في الولايات المتحدة.

## وصلات خارجية
- توني باين على موقع DartsDatabase.co.uk (الإنجليزية)